# 현시
현시(玄始)는 중국 북량(北凉) 무선왕(武宣王)의 두 번째 연호이다. 412년 11월에서 428년 6월까지 15년 8개월 동안 사용하였다. 412년 11월, 저거몽손(沮渠蒙遜)은 고장(姑臧)으로 천도하고 하서왕(河西王)을 자칭하였다.
같은 시기에 사용된 다른 연호로는 동진(東晉)에서 사용한 의희(義熙 : 405년 ~ 418년), 원희(元熙 : 419년 ~ 420년), 후진(後秦)에서 사용한 홍시(弘始 : 399년 ~ 416년), 영화(永和 : 416년 ~ 417년), 서진(西秦)에서 사용한 영강(永康 : 412년 ~ 419년), 건홍(建弘 : 420년 ~ 428년), 영홍(永弘 : 428년 ~ 431년), 남량(南凉)에서 사용한 가평(嘉平 : 408년 ~ 414년), 서량(西凉)에서 사용한 건초(建初 : 405년 ~ 417년), 가흥(嘉興 : 417년 ~ 420년), 영건(永建 : 420년 ~ 421년), 하(夏)에서 사용한 용승(龍昇 : 407년 ~ 413년), 봉상(鳳翔 : 413년 ~ 418년), 창무(昌武 : 418년 ~ 419년), 진흥(眞興 : 419년 ~ 425년), 승광(承光 : 425년 ~ 428년), 승광(勝光 : 428년 ~ 431년), 북연(北燕)에서 사용한 태평(太平 : 409년 ~ 430년), 송(宋)에서 사용한 영초(永初 : 420년 ~ 422년), 경평(景平 : 423년 ~ 424년), 원가(元嘉 : 424년 ~ 453년), 북위(北魏)에서 사용한 영흥(永興 : 409년 ~ 413년), 신서(神瑞 : 414년 ~ 416년), 태상(泰常 : 416년 ~ 423년), 시광(始光 : 424년 ~ 428년), 신가(神麚 : 428년 ~ 431년)가 있다.

## 연대대조표
| 현시                | 원년            | 2년                 | 3년                 | 4년                 | 5년                  | 6년                  | 7년                 | 8년                 | 9년                 | 10년       |
| 서력                | 412년           | 413년               | 414년               | 415년               | 416년                | 417년                | 418년               | 419년               | 420년               | 421년      |
| 육십간지 (六十干支) | 임자(壬子)      | 계축(癸丑)          | 갑인(甲寅)          | 을묘(乙卯)          | 병진(丙辰)           | 정사(丁巳)           | 무오(戊午)          | 기미(己未)          | 경신(庚申)          | 신유(辛酉) |
| 동진 (東晉)         | 의희(義熙) 8년  | 9년                 | 10년                | 11년                | 12년                 | 13년                 | 14년                | 원희(元熙) 원년     | 2년                 | -          |
| 후진 (後秦)         | 홍시(弘始) 14년 | 15년                | 16년                | 17년                | 18년 영화(永和) 원년 | 2년                  | -                   | -                   | -                   | -          |
| 서진 (西秦)         | 영강(永康) 원년 | 2년                 | 3년                 | 4년                 | 5년                  | 6년                  | 7년                 | 8년                 | 건홍(建弘) 원년     | 2년        |
| 남량 (南凉)         | 가평(嘉平) 5년  | 6년                 | 7년                 | -                   | -                    | -                    | -                   | -                   | -                   | -          |
| 서량 (西凉)         | 건초(建初) 8년  | 9년                 | 10년                | 11년                | 12년                 | 13년 가흥(嘉興) 원년 | 2년                 | 3년                 | 4년 영건(永建) 원년 | 2년        |
| 하 (夏)             | 용승(龍昇) 6년  | 7년 봉상(鳳翔) 원년 | 2년                 | 3년                 | 4년                  | 5년                  | 6년 창무(昌武) 원년 | 2년 진흥(眞興) 원년 | 2년                 | 3년        |
| 북연 (北燕)         | 태평(太平) 4년  | 5년                 | 6년                 | 7년                 | 8년                  | 9년                  | 10년                | 11년                | 12년                | 13년       |
| 송 (宋)             | -               | -                   | -                   | -                   | -                    | -                    | -                   | -                   | 영초(永初) 원년     | 2년        |
| 북위 (北魏)         | 영흥(永興) 4년  | 5년                 | 신서(神瑞) 원년     | 2년                 | 3년 태상(泰常) 원년  | 2년                  | 3년                 | 4년                 | 5년                 | 6년        |
| 현시                | 11년            | 12년                | 13년                | 14년                | 15년                 | 16년                 | 17년                |                     |                     |            |
| 서력                | 422년           | 423년               | 424년               | 425년               | 426년                | 427년                | 428년               |                     |                     |            |
| 육십간지 (六十干支) | 임술(壬戌)      | 계해(癸亥)          | 갑자(甲子)          | 을축(乙丑)          | 병인(丙寅)           | 정묘(丁卯)           | 무진(戊辰)          |                     |                     |            |
| 서진 (西秦)         | 3년             | 4년                 | 5년                 | 6년                 | 7년                  | 8년                  | 9년 영홍(永弘) 원년 |                     |                     |            |
| 하 (夏)             | 4년             | 5년                 | 6년                 | 7년 승광(承光) 원년 | 2년                  | 3년                  | 4년 승광(勝光) 원년 |                     |                     |            |
| 북연 (北燕)         | 14년            | 15년                | 16년                | 17년                | 18년                 | 19년                 | 20년                |                     |                     |            |
| 송 (宋)             | 3년             | 경평(景平) 원년     | 2년 원가(元嘉) 원년 | 2년                 | 3년                  | 4년                  | 5년                 |                     |                     |            |
| 북위 (北魏)         | 7년             | 8년                 | 시광(始光) 원년     | 2년                 | 3년                  | 4년                  | 5년 신가(神麚) 원년 |                     |                     |            |

## 같이 보기
- 중국의 연호

| 이전 연호 영안(永安) | 중국의 연호 북량(北凉) | 다음 연호 승현(承玄) |